# Můj architekt Louis Kahn
Můj architekt Louis Kahn je americký dokumentární film z roku 2003, který o svém známém otci, Louisi Kahnovi, natočil Nathaniel Kahn.
Nathaniel Kahn, který je architektovým nemanželským dítětem a se svým otcem se příliš nestýkal, postupně navštěvuje výtvory svého otce a současně pátrá v rodinné historii a odkrývá umělcův složitý osobní život. Ve filmu vystupují lidé z Kahnova osobního života, jeho spolupracovníci i oponenti a také několik z velkých architektů 20. století - I.M. Pei, Anne Tyng nebo Philip Johnson.
Můj Architekt byl nominován na Oscara v kategorii nejlepší dokumentární film.